# Tangalooma rous
Tangalooma rous is een naaldkreeftjessoort . De wetenschappelijke naam van de soort is voor het eerst geldig gepubliceerd in 2008 door Bamber.